# ランフランコ・デットーリ
ランフランコ・"フランキー"・デットーリ （Lanfranco "Frankie" Dettori、1970年12月15日 - ）は、イタリア・ミラノ生まれの騎手。MBE。現役の騎手のなかで世界トップクラスの騎乗技術をもつといわれている。
1994年から18年にわたりゴドルフィンの専属騎手を務め、アラブ首長国連邦（UAE）とイギリスを主戦場としていた。その後はジョン・ゴスデン厩舎の主戦騎手として活躍した。

## 概要
ラムタラ、スウェイン、デイラミ、ドバイミレニアム、エレクトロキューショニスト、ファンタスティックライトなどの名馬とコンビを組み、これまでに凱旋門賞6勝をはじめとする数々の大レースを制覇。イギリスダービーも2007年に制覇した。世界各国でG1レースに勝利した回数は220回、日本のGIレースを4勝している。
1996年9月28日、アスコット競馬場で、1日全7レースの完全制覇を史上初めて達成。
父のジャンフランコ・デットーリもボルコンスキー、ウォローで英2000ギニーを連覇し、日本にも第2回と第3回のジャパンカップに2度来日した名騎手だった。また、母親はサーカス団にいたことがあり、馬の曲乗りを得意にしていた。このことに関して本人は「身体が柔らかいのは母親譲りだと思う」と発言している。
大レースに勝利した際に、馬の背で立ち上がりそこから飛び降りる通称「デットーリジャンプ（フライングディスマウント）」が有名で、日本でもデットーリと非常に仲のよい横山典弘が彼の真似をしている。
サイドビジネスとして、「フランキー・デットーリ・ピザ」や「フランキー・デットーリ・イタリアン・レストラン」を経営しており、ロンドン、上海に店舗を展開している。
2012年10月に18年にわたって続いたゴドルフィンの主戦騎手を終了すると、その後はジョン・ゴスデンとのコンビで大舞台を湧かせており、英ダービーなどを制したゴールデンホーンをはじめ、凱旋門賞連覇など圧倒的な実力を発揮するエネイブル、チャンピオンステークス連覇のクラックスマン、ステイヤーズミリオン完全制覇を達成したストラディバリウス、ダーレミの子供であるラーティダーやトゥーダーンホットなどで数多くのレースを制している。
2022年4月、イギリス競馬の殿堂入りを果たした。
2022年6月、騎乗ぶりをめぐる軋轢から、長年パートナーを組んでいたゴスデンとの関係を凍結することを発表した。
2022年12月17日、イギリスの競馬メディア『itv racing』のインタビューにおいて、「来年2023年が、ジョッキーとしてのプロ最終年になる」と語り、翌2023年を最後に騎手を引退することを表明した。しかし2023年シーズンに入り、当初の11月のアメリカ・ブリーダーズカップを最後に引退する予定を延期し、11月のメルボルンカップなどオーストラリアで騎乗を続けることを発表した。さらに同年10月12日、前述の引退表明を撤回して現役を続行し、2024年はアメリカ・カリフォルニア州を拠点として騎乗を続けるプランを発表した。
2024年3月3日、サンタアニタハンデキャップをニューゲートで制し、アメリカへ移籍して初となるG1勝利を果たした。
2025年3月13日、自己破産を申請していることを発表。原因は、税理士から合法と説明を受けていた納税の手法が、イギリスの税務当局から認められず脱税であるとの指摘を受け、対応ができなくなったもの。「この結果に悲しく、恥ずかしい思いをしています。」とコメントした。

### 日本での活躍
1991年11月24日のジャパンカップでドラムタップスに騎乗するために初来日を果たす（JRA初騎乗は前日23日のインターナショナルジョッキーズ（1）で8着）。
1992年、1993年の中山競馬場で行われたヤングジョッキーズワールドチャンピオンシップに招聘され、2年連続の優勝（1992年のファイナルカップでJRA初勝利）。特に1993年は全4戦中3戦を勝利している。当時流行していた「お誂え向きのDestiny」（KEY WEST CLUBの1stシングル　ちなみに女性デュオの片方は現在女優の中谷美紀さん）と言う楽曲のタイトルをもじった「おあつらえ向きのデットーリ」の横断幕がパドックに登場し、正に彼の騎乗スタイルを表するにピッタリの名言として話題になった。
1996年のジャパンカップをシングスピールで制し、JRA・GI競走初制覇を果たす。同年および1998年のワールドスーパージョッキーズシリーズに参戦（6位、13位）。
2002年には中山競馬場に振り替えられたジャパンカップをファルブラヴで勝利（ジャパンカップ2勝目）。しかも前日にはイーグルカフェに騎乗しジャパンカップダートに勝利。同馬にNHKマイルカップ以来のGI勝ちをもたらした。2日連続でテクニカルな中山コースでG1勝利を挙げる辣腕ぶりに、吉田照哉は「デットーリが乗ると5馬身違う」と感嘆した。
2005年にジャパンカップをアルカセットで勝ち、ジャパンカップ3勝目でこの時点で単独最多勝利騎手となった（2023年現在では武豊・クリストフ・ルメールが4勝を挙げているため、歴代3位タイとなった）。しかもジャパンカップの3勝は全てがハナ差でのもので、接戦をものにしたその手腕を如実に示している。小島太元調教師の実子の小島良太調教助手とは初来日時から親交があり、来日時にはよく騎乗依頼を受けている。
近年のジャパンカップでは日本馬が圧倒的に有利のため、有力外国馬でも優勝するどころか掲示板にすら載らないことが多い。そんななか、21世紀に入って外国調教馬を2度も優勝に導いており、その2度ともが僅差での勝利で、なおかつ東京、中山とそれぞれ違う種類でのコースでの勝利であった。

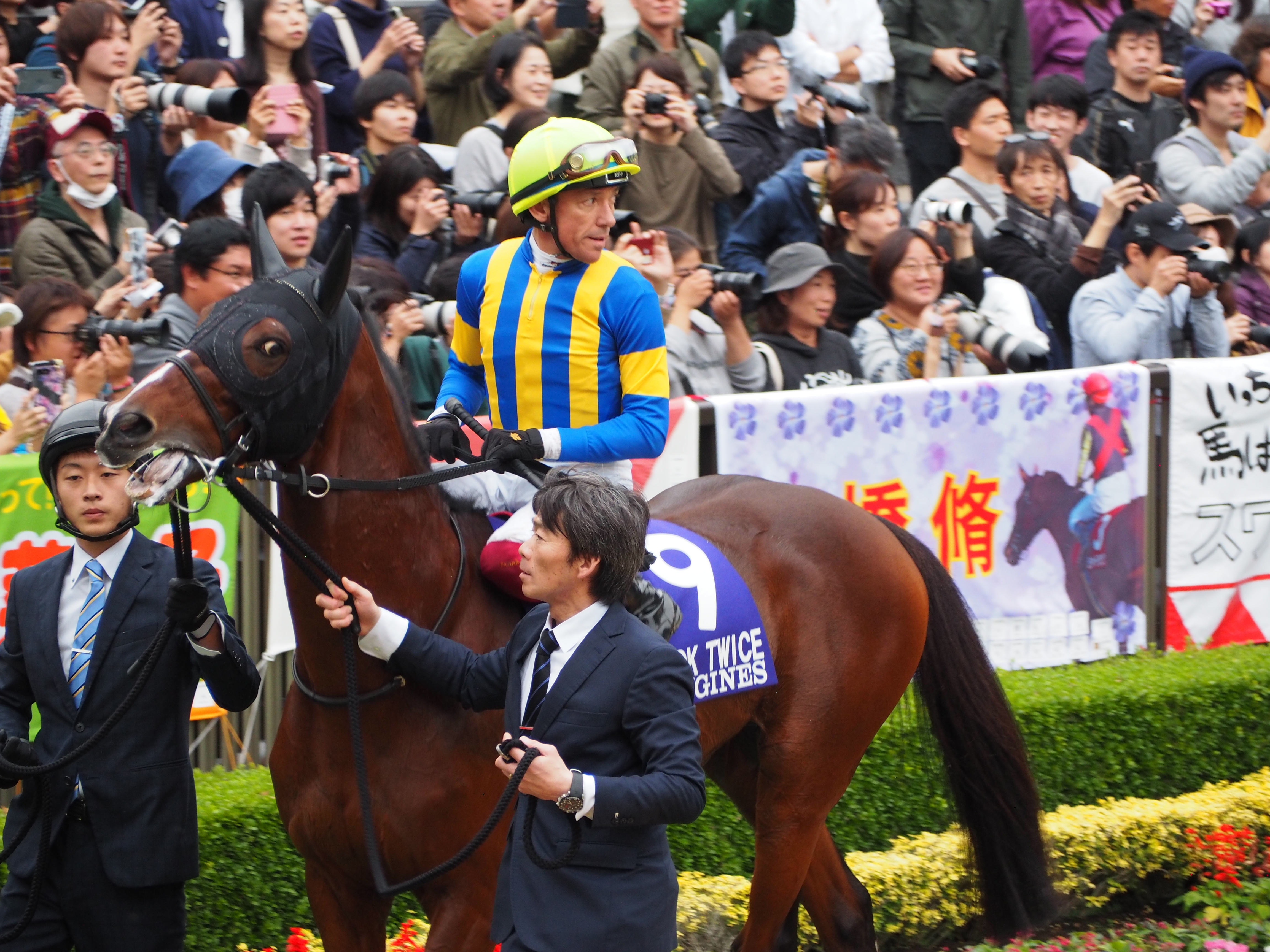
2019年の第39回ジャパンカップ、ルックトゥワイスで参戦。

2011年には、東京優駿（日本ダービー）でH.H.シェイク・モハメド殿下の所有馬であるデボネアに騎乗するため、5月28・29日のみで短期免許を取得。身元引受調教師は中竹和也、身元引受馬主は猪熊広次となっていた。その後しばらく来日から遠のいていたが、2019年11月23日から12月2日まで短期騎手免許を取得した。この際の身元引受調教師は藤原英昭、身元引受馬主は吉田照哉だった。この際はジャパンカップやチャンピオンズカップにも騎乗したが海外調教馬の騎乗はなく、2週間（競馬開催日4日）の短期間ながら6勝を挙げている。
2024年12月8日、阪神ジュベナイルフィリーズに海外調教馬として初めて参戦するメイデイレディに、同馬がデビュー以来騎乗しているデットーリが引き続き騎乗することとなった。2019年12月1日以来のJRA騎乗となる（短期免許ではなく競走限定免許での来日参戦。エキストラ騎乗も可能）。

## エピソード
- イタリア人騎手ながら、母国で騎乗することは少なく、1年の大半は世界中を飛び回っている。そのため、英語やフランス語が堪能で、日本語も少し話すことができる。
- 2000年6月に小型飛行機墜落事故に遭い重傷を負うが、2ヶ月後に復帰。

## 騎乗成績

### 主な勝ち鞍[18]
- 1990年
  - クイーンエリザベス2世ステークス （Markofdistinction）
  - ローマ賞 （Legal Case）
  - フィリーズマイル （Shamshir）
- 1991年
  - ドイチェスダービー （Temporal）
  - サセックスステークス （Second Set）
- 1992年
  - ジョッケクルブ賞 （Polytain）
  - ゴールドカップ （Drum Taps）
  - フェニックスステークス （Pips Pride）
  - イタリア大賞 （Masad）
  - ローマ賞 （Misil）
- 1993年
  - ゴールドカップ （Drum Taps）
  - ジョッキークラブ大賞 （Misil）
  - ナンソープステークス （Lochsong）
  - アベイ・ド・ロンシャン賞 （Lochsong）
- 1994年
  - オークス （Balanchine）
  - アイリッシュダービー （Balanchine）
  - ヨークシャーオークス （Only Royale）
  - アベイ・ド・ロンシャン賞 （Lochsong）
  - ブリーダーズカップ・マイル （Barathea）
- 1995年
  - ガネー賞 （Pelder）
  - リュパン賞 （Flemensfirth）
  - プール・デッセ・デ・プーラン （Vettori）
  - ジャンプラ賞 （Torrential）
  - サラマンドル賞 （Lord of Men）
  - オークス （Moonshell）
  - ナンソープステークス （So Factual）
  - バーデン大賞 （Germany）
  - E.P.テイラーステークス （Timarida）
  - セントレジャーステークス （Classic Cliche）
  - キングジョージ6世&クイーンエリザベスステークス （Lammtarra）
  - 凱旋門賞 （Lammtarra）
- 1996年
  - イスパーン賞 （Halling）
  - モルニ賞 （Bahamian Bounty）
  - マルセルブサック賞 （Ryafan）
  - 2000ギニー （Mark of Esteem）
  - ジョッキークラブ大賞 （Shantou）
  - セントレジャーステークス （Shantou）
  - ローマ賞 （Flemensfirth）
  - コロネーションカップ （Swain）
  - クイーンエリザベス2世ステークス （Mark of Esteem）
  - クイーンエリザベス2世カップ （Overbury）
  - インターナショナルステークス （Halling）
  - ジャパンカップ （Singspiel）
- 1997年
  - オークスドイタリア （Nicole Pharly）
  - ジャンプラ賞 （Starborough）
  - コロネーションカップ （Singspiel）
  - ミラノ大賞典 （Shantou）
  - セントジェームズパレスステークス （Starborough）
  - ドイツ賞 （Luso）
  - インターナショナルステークス （Singspiel）
  - フィリーズマイル （Glorosia）
- 1998年
  - ジャンプラ賞 （Almutawakel）
  - サラマンドル賞 （Aljabr）
  - 1000ギニー （Cape Verdi）
  - ゴールドカップ （Kayf Tara）
  - ナンソープステークス （Lochangel）
  - エクリプスステークス （Daylami）
  - キングジョージ6世&クイーンエリザベスステークス （Swain）
  - アイリッシュチャンピオンステークス （Swain）
  - ミドルパークステークス （Lujain）
- 1999年
  - 2000ギニー （Island Sands）
  - キングジョージ6世&クイーンエリザベスステークス （Daylami）
  - デルビーイタリアーノ （Mukhalif）
  - コロネーションカップ （Daylami）
  - フィリーズマイル （Teggiano）
  - ヴィットーリオ・ディ・カープア賞 （Muhtathir）
  - サセックスステークス （Aljabr）
  - クイーンエリザベス2世ステークス （Dubai Millennium）
  - ジャック・ル・マロワ賞 （Dubai Millennium）
  - モーリス・ド・ゲスト賞 （Diktat）
  - スプリントカップ （Diktat）
  - アイリッシュセントレジャー （Kayf Tara）
  - アイリッシュチャンピオンステークス （Daylami）
  - ブリーダーズカップ・ターフ （Daylami）
- 2000年
  - ドバイワールドカップ （Dubai Millennium）
  - プール・デッセ・デ・プーラン （Bachir）
  - ロッキンジステークス （Aljabr）
  - アイリッシュ2000ギニー （Bachir）
  - ジャック・ル・マロワ賞 （Muhtathir）
  - チェヴァリーパークステークス （Regal Rose）
  - フィリーズマイル （Crystal Music）
  - カナディアンインターナショナルステークス （Mutafaweq）
  - 香港カップ （Fantastic Light）
- 2001年
  - タタソールズゴールドカップ （Fantastic Light）
  - コロネーションカップ （Mutafaweq）
  - プリンスオブウェールズステークス （Fantastic Light）
  - アイリッシュオークス （Lailani）
  - サセックスステークス （Noverre）
  - ナッソーステークス （Lailani）
  - ダルマイヤー大賞 （Kutub）
  - インターナショナルステークス （Sakhee）
  - メイトロンステークス  （Independence）
  - アイリッシュチャンピオンステークス （Fantastic Light）
  - ムーラン・ド・ロンシャン賞 （Slickly）
  - オイロパ賞 （Kutub）
  - マルセルブサック賞 （Sulk）
  - 凱旋門賞 （Sakhee）
  - ヴィットーリオ・ディ・カープア賞 （Slickly）
  - ジョッキークラブ大賞 （Kutub）
  - ブリーダーズカップ・ターフ （Fantastic Light）
- 2002年
  - 1000ギニー （Kazzia）
  - シンガポールゴールドカップ （Kutub）
  - シンガポール航空インターナショナルカップ （Grandera）
  - イスパーン賞 （Best of the Bests）
  - オークス （Kazzia）
  - プリンスオブウェールズステークス （Grandera）
  - ドイツ賞 （Marienbard）
  - バーデン大賞 （Marienbard）
  - アイリッシュチャンピオンステークス （Grandera）
  - 凱旋門賞 （Marienbard）
  - ヴィットーリオ・ディ・カープア賞 （Slickly）
  - ローマ賞 （Sunstrach）
  - ジャパンカップダート （イーグルカフェ）
  - ジャパンカップ （Falbrav）
- 2003年
  - ドバイシーマクラシック （Sulamani）
  - ドバイワールドカップ （Moon Ballad）
  - クイーンアンステークス （Dubai Destination）
  - アイリッシュオークス （Vintage Tipple）
  - バーデン大賞 （Mamool）
  - ヴェルメイユ賞 （Mezzo Soprano）
  - オイロパ賞 （Mamool）
  - チェヴァリーパークステークス （Carry On Katie）
  - 香港カップ （Falbrav）
- 2004年
  - クイーンアンステークス （Refuse to Bend）
  - ゴールドカップ （Papineau）
  - エクリプスステークス （Refuse To Bend）
  - キングジョージ6世&クイーンエリザベスステークス （Doyen）
  - ビヴァリーD・ステークス （Crimson Palace）
  - インターナショナルステークス （Sulamani）
  - ナショナルステークス （Dubawi）
  - アベイ・ド・ロンシャン賞 （Var）
  - ヴィットーリオ・ディ・カープア賞 （Ancient World）
  - カナディアンインターナショナルステークス （Sulamani）
  - ブリーダーズカップ・ジュヴェナイル （Wilko）
  - 香港マイル （Firebreak）
- 2005年
  - プール・デッセ・デ・プーラン （Shamardal）
  - アイリッシュ2000ギニー （Dubawi）
  - ジョッケクルブ賞 （Shamardal）
  - サンクルー大賞 （Alkaased）
  - セントレジャーステークス （Scorpion）
  - ジョッキークラブ大賞 （Cherry Mix）
  - ジャパンカップ （Alkaased）
- 2006年
  - ドバイワールドカップ （Electrocutionist）
  - ナッソーステークス （Ouija Board）
  - ジャック・ル・マロワ賞 （Librettist）
  - ムーラン・ド・ロンシャン賞 （Librettist）
  - セントレジャーステークス （Sixties Icon）
  - ミドルパークステークス （Dutch Art）
  - フォレ賞 （Caradak）
  - カドラン賞 （Sergeant Cecil）
  - グランクリテリウム (イタリア) （Kirklees）
  - レーシングポストトロフィー （Authorized）
  - ブリーダーズカップ・フィリー&メアターフ （Ouija Board）
  - ブリーダーズカップ・ターフ （Red Rocks）
- 2007年
  - ドバイゴールデンシャヒーン （Kelly's Landing）
  - ダービーステークス （Authorized）
  - ジョッケクルブ賞 （Lawman）
  - ディアヌ賞 （West Wind）
  - ミラノ大賞 （Sudan）
  - クイーンアンステークス （Ramonti）
  - サセックスステークス （Ramonti）
  - インターナショナルステークス （Authorized）
  - クイーンエリザベス2世ステークス （Ramonti）
  - ジャン・リュック・ラガルデール賞 （Rio de la Plata）
  - 香港カップ （Ramonti）
- 2008年
  - ロッキンジステークス （Creachadoir）
  - ファルマスステークス （Nahoodh）
  - セントレジャーステークス （Conduit）
  - E.P.テイラーステークス （Folk Opera）
  - ブリーダーズカップ・クラシック （Raven's Pass）
- 2009年
  - ジョッキークラブ大賞 （Schiaparelli）
  - クリテリウムドサンクルー （Passion for Gold）
- 2010年
  - ドイツ賞 （Campanologist）
  - フィリーズマイル （White Moonstone）
  - クイーンエリザベス2世ステークス （Poet's Voice）
  - ヴィットーリオ・ディ・カープア賞 （Rio de la Plata）
  - レーシングポストトロフィー （Casamento）
  - ブリーダーズカップ・ターフ （Dangerous Midge）
  - ローマ賞 （Rio de la Plata）
  - 香港ヴァーズ （Mastery）
- 2011年
  - ドバイシーマクラシック （Rewilding）
  - 1000ギニー （Blue Bunting）
  - プリンスオブウェールズステークス （Rewilding）
  - アイルランドオークス （Blue Bunting）
  - ヨークシャーオークス （Blue Bunting）
  - モルニ賞 （Dabirsim）
  - フィリーズマイル （Lyric Of Light）
  - オイロパ賞 （Campanologist）
  - ジャン・リュック・ラガルデール賞 （Dabirsim）
  - オペラ賞 （Nahrain）
  - イタリアジョッキークラブ大賞 （Campanologist）
- 2012年
  - ゴールドカップ （Colour Vision）
  - アイリッシュチャンピオンステークス （Snow Fairy）
  - カナディアンインターナショナルステークス （Joshua Tree）
- 2013年
  - ヴェルメイユ賞 （Treve）
- 2014年
  - ロッキンジステークス （Olympic Glory）
  - モルニ賞 （The Wow Signal）
  - ジャン・ロマネ賞 （Ribbons）
  - フォレ賞 （Olympic Glory）
  - ブリーダーズカップ・ジュヴェナイルターフ （Hootenanny）
- 2015年
  - ダービーステークス （Golden Horn）
  - ディアヌ賞 （Star Of Seville）
  - ダイヤモンドジュビリーステークス （Undrafted）
  - エクリプスステークス  （Golden Horn）
  - モルニ賞 （Shalaa）
  - アイリッシュチャンピオンステークス （Golden Horn）
  - ミドルパークステークス （Shalaa）
  - 凱旋門賞 （Golden Horn）
- 2016年
  - 2000ギニー （Galileo Gold）
  - セントジェームスパレスステークス （Galileo Gold）
  - ダルマイヤー大賞 （Elliptique）
  - モルニ賞 （Lady Aurelia）
  - アイリッシュセントレジャー （Wicklow Brave）
  - ブリティッシュ・チャンピオンズ・フィリーズ&メアズステークス （Journey）
  - ブリーダーズカップ・フィリー&メアターフ （Queen's Trust）
- 2017年
  - ケープダービー （Edict Of Nantes）
  - オークス （Enable）
  - アイリッシュオークス （Enable）
  - キングジョージ6世&クイーンエリザベスステークス （Enable）
  - ジャック・ル・マロワ賞 （Al Wukair）
  - ヨークシャーオークス （Enable）
  - 凱旋門賞 （Enable）
  - クイーンエリザベス2世ステークス （Persuasive）
  - チャンピオンステークス （Cracksman）
- 2018年
  - ガネー賞 （Cracksman）
  - コロネーションカップ （Cracksman）
  - セントジェームスパレスステークス （Without Parole）
  - ゴールドカップ （Stradivarius）
  - 凱旋門賞（Enable)
  - デューハーストステークス （Too Darn Hot）
  - チャンピオンステークス  (Cracksman)
  - BCターフ（Enable)
  - BCマイル（Expert Eye)
- 2019年
  - オークス （Anapurna）
  - プリンスオブウェールズステークス （Crystal Ocean）
  - ゴールドカップ （Stradivarius）
  - コモンウェルスカップ （Advertise）
  - サンクルー大賞 （Coronet）
  - エクリプスステークス （Enable）
  - ジャンプラ賞 （Too Darn Hot）
  - アイルランドオークス （Star Catcher）
  - キングジョージ6世&クイーンエリザベスステークス （Enable）
  - グッドウッドカップ （Stradivarius）
  - サセックスステークス （Too Darn Hot）
  - ヨークシャーオークス （Enable）
  - セントレジャーステークス （Logician）
  - ヴェルメイユ賞（Star Catcher）
  - ロワイヤリュー賞（Anapurna）
  - ブリティッシュ・チャンピオンズ・フィリーズ&メアズステークス（Star Catcher）
- 2020年
  - セントジェームズパレスステークス（Palace Pier）
  - コロネーションカップ（Alpine Star）
  - ゴールドカップ （Stradivarius）
  - キングジョージ6世&クイーンエリザベスステークス （Enable）
  - グッドウッドカップ （Stradivarius）
  - ジャック・ル・マロワ賞（Palace Pier）
- 2021年
  - ドバイターフ（Lord North）
  - 1000ギニーステークス（Mother Earth）
  - ロッキンジステークス（Palace Pier）
  - オークス（Snowfall）
  - クイーンアンステークス（Palace Pier）
  - ジャック・ル・マロワ賞（Palace Pier）
- 2022年
  - ドバイターフ（Lord North）
  - ドバイワールドカップ（Country Grammer）
  - ジャック・ル・マロワ賞（Inspiral）
  - フォレ賞 (Kinross)
  - ブリティッシュ・チャンピオンズ・スプリントステークス (Kinross)
  - ブリティッシュ・チャンピオンズ・フィリーズ＆メアズステークス (Emily Upjohn)
- 2023年
  - ドバイターフ（Lord North）
  - 2000ギニーステークス (Chaldean)
  - オークスステークス (Soul Sister)
  - コロネーションカップ (Emily Upjohn)
  - ゴールドカップ (Courage Mon Ami)
  - ジャック・ル・マロワ賞（Inspiral）
  - サンチャリオットステークス（Inspiral）
  - ブリーダーズカップ・フィリー&メアターフ（Inspiral）
- 2024年
  - サンタアニタハンデキャップ（Newgate）
  - ジェニーワイリーステークス（Beaute Cachee）
  - マリブステークス（Raging Torrent）
- 2025年
  - メトロポリタンハンデキャップ（Raging Torrent）

### 年度別成績
- 日本（中央競馬）

| 年度   | 1着 | 2着 | 3着 | 騎乗数 | 勝率 | 連対率 | 複勝率 |
| ------ | --- | --- | --- | ------ | ---- | ------ | ------ |
| 1991年 | 0   | 0   | 0   | 2      | .000 | .000   | .000   |
| 1992年 | 1   | 2   | 0   | 4      | .250 | .750   | .750   |
| 1993年 | 4   | 1   | 0   | 9      | .444 | .556   | .556   |
| 1996年 | 3   | 2   | 2   | 11     | .273 | .455   | .636   |
| 1998年 | 0   | 0   | 1   | 7      | .000 | .000   | .143   |
| 1999年 | 0   | 1   | 1   | 4      | .000 | .250   | .500   |
| 2000年 | 0   | 2   | 1   | 10     | .000 | .200   | .300   |
| 2002年 | 4   | 0   | 0   | 7      | .571 | .571   | .571   |
| 2005年 | 3   | 2   | 1   | 10     | .300 | .500   | .600   |
| 2006年 | 2   | 2   | 1   | 12     | .167 | .333   | .417   |
| 2011年 | 1   | 1   | 3   | 8      | .125 | .250   | .625   |
| 2019年 | 6   | 2   | 1   | 21     | .286 | .381   | .429   |
| 2024年 | 3   | 2   | 0   | 8      | .375 | .625   | .625   |
| 合計   | 27  | 17  | 11  | 113    | .239 | .389   | .487   |

## 略歴
- 1985年 イギリス・ニューマーケットで、ルカ・クマーニ調教師に師事し見習騎手となる
- 1986年11月16日 イタリア・トリノ競馬場で初勝利
- 1987年6月 グッドウッド競馬場でイギリス初勝利
- 1989年 クマーニ厩舎の専属騎手として75勝を挙げ、イギリス最優秀見習騎手となる
- 1990年 141勝を記録し、レスター・ピゴット以来となる10代年間100勝を達成
- 1991年 東京競馬場で行われるジャパンカップ出場のため、初来日。
- 1992年3月15日 中山競馬場11Rの'92ファイナルカップをグレイトウェーブで勝利し、日本初勝利。
- 1994年 ゴドルフィンの専属騎手となり、233勝を挙げイギリス平地競走年間最多勝騎手となる
- 1995年 216勝を挙げ、2年連続イギリス年間最多勝騎手
- 1996年9月28日 アスコット競馬場で1日7レース全勝を達成、ジャパンカップでシングスピールに騎乗して勝利
- 2000年 6月1日に航空事故に遭い、大怪我を負うが奇跡的に回復し、8月5日には復帰し緒戦を制する
- 2002年 ジャパンカップダートでイーグルカフェ、ジャパンカップでファルブラヴに騎乗しともに勝利し、日本競馬史上初の2日連続GI制覇達成
- 2005年 ジャパンカップでアルカセットに騎乗し勝利。2.22.1のレースレコード・芝2400m日本レコードでの勝利だった。
- 2007年 オーソライズドでエプソムダービー初制覇、翌日にはローマンでジョッケクルブ賞を制覇。史上4人目となる英仏ダービー連覇を達成
- 2008年 レイヴンズパスでブリーダーズカップクラシック初制覇
- 2012年 9月16日にフランス・ロンシャン競馬場での騎乗後に行われた薬物検査で陽性反応があり、フランスの競馬統括団体フランスギャロより12月19日から6カ月の騎乗停止処分の裁定が下る。
- 2015年 ゴールデンホーンでエプソムダービー2回目の制覇
- 2015年 ゴールデンホーンで凱旋門賞史上最多タイの4回目の制覇
- 2016年 8月12日、ニューマーケット競馬場で史上6人目となる英国平地競走3000勝を達成[20]。
- 2017年 エネイブルに騎乗し凱旋門賞史上最多の5度目の制覇、また翌2018年にもエネイブルに騎乗し6度目の凱旋門賞制覇。自身2度目の連覇を成し遂げた。
- 2018年にはストラディバリウスとのコンビでその年から始まったWHステイヤーズミリオンを完全制覇し、100万ポンドもの賞金を獲得した。また秋にはチャンピオンステークスをクラックスマンとのコンビで連覇し、またデューハーストステークスをトゥーダーンホットに騎乗し制覇、意外にもこの勝利が同レース初制覇であった。
- 2021年 6月4日のエプソムオークスにてスノーフォールに騎乗、16馬身差をつける大圧勝で制覇した[21]。

## 出演
記録映画
- DETTORI 2022年に上映され、グリーンチャンネルでも字幕スーパーの言語版で2023年7月に放送[22]。デットーリ自らが本人役で主演し、これまでの騎手人生を赤裸々に告白したもの